# Pío Baroja
Pío Baroja, puno ime: Pío Baroja y Nessi (Donostia-San Sebastián, 28. prosinca 1872. – Madrid, 30. listopada 1959.), španjolski književnik.
U doba Republike 1935. izabran je u Akademiju, ali već sljedeće godine frankisti ga zatvaraju gdje je jedva izbjegao strijeljanje. Bježi u Francusku, odakle se 1940. bježeći pred nacistima, star i bez imetka vraća u Španjolsku. Odbio je svojim perom služiti Francovu režimu, napadan je i zapostavljan. Njegovu smrt i pogreb španjolski tisak jedva da je zabilježio. 
Pripada naprednoj generaciji 1898., koja traži temeljitu reviziju tradicionalnih vrijednosti, osuđuje jalovo maštanje o slavnoj prošlosti i nastoji dati španjolskom životu nove poticaje. Nepoštedno je napadao srednjovjekovnu ustajalost svijeta koja ga okružuje, njegovu vjersku zatucanost, iživljavanje u procesijama i u borbi s bikovima. Njegovi su junaci uglavnom nekonfomisti, ničeanci, buntovnici, anarhisti, izopćenici iz društva, a od svih njih najpopularniji je Aviraneta, čiji je burni život opisan u ciklusu romana od 22 sveska "Uspomene čovjeka od akcije".

## Djela
- "Fantastični život",
- "Rasa",
- "Agonije našeg vremena",
- "Mračna šuma",
- "Izgubljena mladost",
- "Samotni sat",
- "Od posljednjeg povratka s puta".